# Power Macintosh
Power Macintosh или Power Mac — линейка персональных компьютеров производства компании Apple, основанных на процессорах архитектуры PowerPC. Эта линейка является 2-м поколением компьютеров Macintosh и является преемником компьютеров Macintosh на процессорах Motorola 68000.
Линейка Power Macintosh пришла на смену линейке Quadra и первоначально компьютеры этой линейки продавались в тех же корпусах. В течение следующих 12 лет продаж произошла череда изменений дизайнов корпусов, линейка была переименована в Power Mac и вышло пять поколений чипов PowerPC.
Последний компьютер в этой серии — Power Mac G5, он был снят с производства в рамках перехода Mac на процессоры Intel, объявленного в 2005 году.

## История

### Выбор процессора (1988—1990)
Apple начала производство Power Macintosh в 1994 году, но разработка берёт своё начало в середине 1988 года.
Жан-Луи Гассе, президент подразделения продуктов Apple, запустил проект «Jaguar» с целью создания компьютера, который был бы самым быстрым настольным компьютером на рынке, способным выполнять голосовые команды. Решение использовать архитектуру RISC было отражением изменений в компьютерной индустрии в 1987-88 годах, когда системы на основе RISC от Sun Microsystems, HP и IBM значительно превосходили по производительности системы, основанные на процессорах Motorola 68020 и 68030 и процессорах Intel 80386 и 80486. Первоначально, Apple вложила значительное время и усилия в попытку создать свой собственный RISC-процессор в рамках проекта под кодовым названием «Aquarius», вплоть до того, что для помощи в разработке чипа был приобретен суперкомпьютер Cray-1. Компании не хватало финансовых и производственных ресурсов для производства работающего продукта, и в 1989 году проект был отменен.
Apple оценила архитектуры процессоров, включая MIPS, SPARC, i860 и ARM. Примечательно, что сейчас ARM-процессоры используются во многих семействах продуктов Apple. Переговоры с Sun включали условие, что Sun будет использовать интерфейс Macintosh на своих компьютерах SPARC workstation в обмен на то, что Apple будет использовать процессоры SPARC на рабочих станциях Macintosh; сделка была отменена из-за опасений Apple, что Sun не сможет производить достаточное количество процессоров. Переговоры с MIPS об использовании процессора R4000 также включали условие, что интерфейс Macintosh будет доступен в качестве альтернативы Консорциуму по перспективным вычислительным средам. Эта сделка была отменена из-за того, что Microsoft являлась крупным партнером этого консорциума, а также из-за опасений по поводу производственных возможностей. Процессор Intel i860 был исключен из-за его высокой сложности. Apple не рассматривала процессор POWER1 в качестве варианта, полагая, что IBM не захочет лицензировать его третьим лицам.
В середине 1990 года Apple выбрала Motorola 88110 — тогда еще незавершённый чип, который объединял процессор 88100 и FPU 88200 в одном корпусе.:7 До конца года инженеры Apple разрабатывали эмулятор 68k, который будет работать на этом чипе. Проект стал известен как «RLC», сокращенная форма «RISC LC», игра с названием будущего компьютера Macintosh LC. К январю 1991 года команда инженеров создала прототип Macintosh LC с процессором 68020, замененным на 88100 и эмулятор 68k. Этот прототип мог использовать немодифицированное ПЗУ и загружать System 7. Несколько месяцев спустя был создан второй прототип, в котором использовался корпус Macintosh IIsi с уже готовым чипом Motorola 88100.:10—11

### Разработка и сотрудничество с IBM (1991—1993)
К середине 1991 года в Apple возникли внутренние опасения, что 88100 может оказаться неподходящим процессором для дальнейшего развития, поскольку ни один другой производитель компьютеров не взялся использовать этот процессор.:11 Снова рассматривалось использование POWER, но в то время это была семичиповая конструкция, которая была нежелательна с точки зрения денежных затрат. Инженеры Apple и IBM встретились в Остине, чтобы обсудить создание однокристальной версии POWER1. Motorola также присутствовала по просьбе Apple. IBM уже работала над таким чипом, получившим название RISC Single Chip (сокр. RSC, с англ. одночиповый RISC), чтобы снизить стоимость производства своих рабочих станций начального уровня RS/6000.:7 На этих совещаниях был предложен ряд изменений, которые способствовали бы снижению затрат и энергопотребления чипов, что подходило как для Macintosh, так и для будущих станций RS/6000.
В начале июля руководители трех компаний достигли соглашения, о котором было официально объявлено общественности в октябре. В дополнение к новой архитектуре RISC, получившей название PowerPC, альянс AIM преследовал несколько целей, включая создание операционной системы на основе Pink, объектно-ориентированного скриптового языка ScriptX и кроссплатформенного медиаплеера Kaleida Media Player.
Разработка чипа PowerPC 601 началась в октябре 1991 года и была завершена за 21 месяц, а массовое производство началось в июле 1993 года. Первыми компьютерами, поставляемыми с этим чипом, были рабочие станции из линейки IBM RS/6000, выпущенные в сентябре 1993 года. Многие разработчики приложений для Macintosh использовали эти машины для разработки первоначальных портов своих продуктов на PowerPC, поскольку инструменты разработки PowerPC на базе Macintosh не были еще готовы.
Первая публичная демонстрация нового Power Macintosh — в частности, прототипа того, что впоследствии стало Power Macintosh 6100 — состоялась на конференции Apple по продажам в Тихоокеанском регионе на Гавайях в октябре 1992 года. Плата Macintosh Processor Upgrade Card (с англ. плата обновления процессора Macintosh) была выпущена в июле 1993 года, чтобы обеспечить простой путь обновления для владельцев компьютеров Macintosh Centris и Quadra.:23

### Выход и приём общественностью (1994—1995)
Первоначальный план состоял в том, чтобы выпустить первую машину в линейке Power Macintosh 24 января 1994 года, ровно через десять лет после выпуска первого Macintosh.:26 Иан Диери, который в то время был вице-президентом и генеральным менеджером подразделения персональных компьютеров, перенес дату выпуска на 14 марта, чтобы дать производителям времени для сборки достаточного количества машин для заполнения каналов продаж и гарантировать, что Macintosh Processor Upgrade Card будет доступна одновременно с выходом компьютера.
Power Macintosh был официально представлен в Линкольн-центре 14 марта. Предварительные заказы на новые модели Power Macintosh поступали очень быстро, и к этой дате было объявлено, что уже продано 150 000 машин. В обзоре MacWorld компьютера Power Macintosh 6100/60 отмечается, что «Apple не только наконец вернула себе лидерство в производительности, которое она потеряла около восьми лет назад, когда появились ПК с процессором Intel 80386, но и продвинулась далеко вперед». Производительность программного обеспечения 680x0 ниже из-за уровня эмуляции, но тесты MacWorld показали заметно более высокую производительность процессора, диска, видео и операций с плавающей запятой, чем у компьютера Quadra 610, предшественника Power Macintosh. К январю 1995 года Apple продала 1 миллион компьютеров Power Macintosh.

### Переход к отраслевым стандартам (1995—1999)
Когда был представлен Power Macintosh, он включал в себя те же внутренние и внешние разъемы расширения, что и другие модели Macintosh, все из которых (за исключением аудиовхода и вывода) были либо полностью проприетарными, либо в значительной степени эксклюзивными для компьютеров Apple. В течение следующих пяти лет Apple заменила все эти порты стандартными разъемами.
Первое поколение Power Macintosh поставлялось с NuBus, но к концу 1993 года стало ясно, что шина PCI от Intel станет широко используемой в будущем для внутреннего расширения. Первой системой на базе PCI стал Power Macintosh 9500, представленный в мае 1995 года. Переход на PCI продолжался в 1996 году, с появлением моделей 5400, 6300/160 (обычно продавалась как Performa 6360) и 6400. Успех на рынке клонов Macintosh также побудил Apple создать собственную недорогую машину, используя детали и технологии производства, которые в то время были распространены как на рынке клонов, так и на рынке IBM-PC-совместимых компьютеров. Во внутренних элементах корпуса Power Macintosh 4400 использовался гнутый листовой металл вместо пластика, а также стандартный блок питания ATX.
Одновременно с переходом на PCI, Apple начала постепенный переход от жестких дисков SCSI к IDE в качестве меры экономии как для себя, так и для пользователей, которые хотели обновить свои жесткие диски. Бюджетные модели 5200 и 6200 были первыми компьютерами Apple c накопители IDE, хотя проприетарный 25-контактный внешний SCSI-разъем остался. Бежевые модели Power Macintosh G3 были последними, которые включали SCSI-накопители в стандартную комплектацию, и это был последний Macintosh, имеющий внешний SCSI-разъем. Сине-белый G3 стал последним компьютером Macintosh, в который были встроены порты Apple Desktop Bus, проприетарной технологии, созданной Стивом Возняком для подключения клавиатур, мышей и аппаратных ключей защиты программного обеспечения.
Power Mac G4 был выпущен во второй половине 1999 года, это был первый Power Macintosh, включавший только стандартные для отрасли разъёмы внутреннего и внешнего расширения.

### Промышленный дизайн и миф о мегагерцах (1999—2002)
Вскоре после возвращения Стива Джобса в Apple в 1997 году, Джонатан Айв был назначен старшим вице-президентом по промышленному дизайну. Основываясь на коммерческом успехе iMac, Айв и его команда создали совершенно новый дизайн корпуса для Power Macintosh G3, сочетающий многие эстетические принципы iMac (изгибы, полупрозрачный пластик, использование цвета) с удобством доступа к компонентам компьютера, как это было в прошлых моделях Power Macintosh. Результатом стала новая модель Power Macintosh G3, под кодовым именем Yosemite, машина, получившая значительные похвалы от критиков, в том числе премию журнала PC Magazine за техническое совершенство за 1999 год.
В 2000 году была представлена модель под названием Power Mac G4 Cube, которая соответствовала спецификациям средней модели Power Mac G4 и имела размеры менее 9 дюймов (22,9 см) по каждой оси. Эта модель продавалась около года, прежде чем была снята с производства, и не считалась успешной в продажах (было продано 150 000 единиц, что составило около трети от прогнозов Apple), но отличительный дизайн как компьютера, так и прилагаемых к нему динамиков Harman/Kardon побудил Музей современного искусства в Нью-Йорке сохранить их в своей коллекции.
Чипы PowerPC G3 и G4 стали центральной частью маркетинга Power Macintosh. Например, на вышеупомянутом новом корпусе для Power Macintosh G3 сбоку нанесены буквы «G3», которые составляют треть высоты всего корпуса, что значительно отличается от небольших надписей, которые обычно использовались на предыдущих компьютерах Macintosh. А когда был представлен Power Mac G4, печатная реклама включала изображения чипа G4 и упоминала его набор команд AltiVec под собственным маркетинговым названием «Velocity Engine». Сопутствующим элементом маркетинговой стратегии Apple, особенно после середины 2001 года, было выдвижение на первый план того, что они назвали «мифом о мегагерцах», бросающим вызов вере в то, что тактовая частота процессора напрямую коррелирует с производительностью. Это стало важным с появлением Pentium 4, который отличался значительно более высокими тактовыми частотами, но без соответствующего повышения производительности.

### Power Mac G5 и конец эпохи Power Mac (2003—2005)
К тому времени, когда Power Mac G5 был представлен на WWDC в июле 2003 года, линейка настольных компьютеров Apple значительно отставала по производительности от конкурирующих компьютеров. Power Mac G5 в значительной степени устранил этот пробел, перейдя на процессор PowerPC 970 с тактовой частотой до 2,0 ГГц и полноценной 64-разрядной архитектурой. Он также привнёс значительно пересмотренный дизайн корпуса, пластик сменился анодированным алюминиевым сплавом.
Отзывы были в целом положительными. InfoWorld назвал G5 «лучшей работой Apple на сегодняшний день» и сказал, что компьютер «удовлетворяет нынешнюю потребность в быстрых вычислениях, глубокой многозадачности и отзывчивых пользовательских интерфейсах, а также будущую потребность в обычных компьютерах, которые быстро обрабатывают и анализируют огромные массивы данных». Журнал PC Magazine вновь наградил Power Mac G5 своей наградой за техническое совершенство за 2003 год. Однако большой вес G5 (на 10 фунтов больше (на 4,5 кг больше), чем у прошлогоднего Power Mac G4 Quicksilver), ограниченные возможности внутреннего расширения, проблемы с выравнивающими токами и шум в блоках питания однопроцессорных моделей вызвали значительную критику продукта. Apple также продолжала делать необоснованные заявления о производительности нового Power Mac. Это привело к тому, что Управление по рекламным стандартам Великобритании запретило Apple использовать фразу «самый быстрый и мощный персональный компьютер в мире» для описания Power Mac G5 после того, как независимые тесты, проведенные Центром разрешения на широковещательную рекламу, признали утверждение ложным. Еще одно заявление Стива Джобса на WWDC 2003 года состояло в том, что компания начнет продавать G5 с тактовой частотой 3 ГГц к середине 2004 года, но этого так и не произошло.
Было выпущено три поколения Power Mac G5, прежде чем он был снят с производства во время перехода Mac на процессоры Intel. Концом эпохи Power Mac можно считать WWDC 2006 года, где Филипп Шиллер представил замену — Mac Pro. Дизайн корпуса Power Mac G5 был унаследован Mac Pro и продолжал использоваться еще семь лет, что делает его одним из самых долговечных дизайнов в истории Apple.

## Операционная система
System 7 стала поддерживать PowerPC, начиная с версии 7.1.2. Ввиду отсутствия программ для новой архитектуры, при запуске системы загружался встроенный эмулятор 68k — без поддержки FPU и PMMU. При разработке процессора, Apple сосредоточилась на портировании части кода ПЗУ на PowerPC, чтобы не использовать эмуляцию 68k. В итоге это обеспечило значительный прирост производительности для некоторых часто используемых частей операционной системы, в частности QuickDraw.
Первой версией ОС, специально адаптированной для компьютеров Power Macintosh с процессорами PowerPC, являлась Mac OS 8, выпущенная 26 июля 1997 года.
С 2001 года компания Apple стала устанавливать на Power Mac версии новой Mac OS X, относящейся к семейству UNIX-подобных операционных систем, и изначально разработанной для компьютеров Power Mac с процессорами PowerPC. Последней операционной системой для Power Mac стала Mac OS X 10.5 Leopard.

## Позиционирование
После возвращения Стива Джобса в Apple, торговая марка Power Mac использовалась для высококлассных компьютеров Apple в корпусах tower (с англ. башня), ориентированных в первую очередь на бизнес и творческих профессионалов, в отличие от их более компактной линейки iMac (предназначенной для домашнего использования) и линейки eMac (для образовательных рынков). Как правило, они были оснащены новейшими технологиями Apple и имели самые высокие цены среди настольных моделей Apple. Некоторые модели Power Mac G4 и G5 предлагались в двухпроцессорных конфигурациях. До смены названия Power Mac некоторые модели Power Macintosh в остальном были идентичны своим более дешевым ребрендированным собратьям, продававшимся как Macintosh Performa.
Apple позиционировала Power Macintosh как линейку персональных компьютеров высокого класса, предназначенных для бизнеса и творческих деятелей. Рекламная кампания линейки состояла из нескольких телевизионных роликов и печатной рекламы. В телевизионных рекламных роликах использовался слоган «Будущее — лучше, чем вы ожидали» (по англ. «The Future Is Better Than You Expected»).
В 1993-94 годах телевизионная реклама, созданная BBDO, выходила в эфир под лозунгом «Он делает больше, стоит меньше, он такой простой» (по англ. «It does more, it costs less, it’s that simple.»).